# Micromyrtus hexamera
Micromyrtus hexamera är en myrtenväxtart som först beskrevs av Joseph Henry Maiden och Ernst Betche, och fick sitt nu gällande namn av Joseph Henry Maiden och Ernst Betche. Micromyrtus hexamera ingår i släktet Micromyrtus och familjen myrtenväxter. Inga underarter finns listade i Catalogue of Life.